# Место встречи Киргизия
«Место встречи Киргизия» — районный торгово-развлекательный центр в Москве, находящийся в районе Новогиреево по адресу Зелёный проспект, 81. Открыт в 2022 году.
Изначально на этом месте находился кинотеатр «Киргизия», открытый 28 апреля 1972 года. В постсоветское время принадлежал сети Каро фильм. Имел пять залов, два зала вмещали в себя 145 человек, остальные три — 128 посадочных мест. В общей сложности общее количество мест составляло 674 человека. Все залы в кинотеатре были оснащены звуковым оборудованием Dolby Digital Surround EX. В 2018 году кинотеатр был снесён.

## История

### Кинотеатр
Кинотеатр «Киргизия» был открыт 28 апреля 1972 года в московском районе Новогиреево. В основе постройки — типовой проект. Однако из-за градостроительной специфики участка этот проект был значительно переработан архитектором Ю. Н. Коноваловым с изменением архитектурного облика и приданием индивидуальных черт.
Самым первым в кинотеатре был показан фильм «Русское поле» режиссёра Николая Москаленко.
Впервые кинотеатр подвергся реконструкции в 2003 году. До реконструкции в кинотеатре работал кинобар, кафе ресторанного обслуживания с присутствием европейской Японской кухни.
В 2013 году Департамент города Москвы по конкурентной политике дал согласие на увеличение площади кинотеатра до 10 тыс. м² с нынешних 5159,50 м².
По утверждениям председателя Москомэкспертизы Валерия Леонова, после реконструкции появятся 6 новых современных кинозалов, он прокомментировал это следующими словами:

 «Он станет четырёхэтажным многофункциональным общественным центром шаговой доступности. Кроме того, после реконструкции на территории многофункционального общественного центра появятся магазины продовольственных и промышленных товаров, кафе, кофейни и фудкорт» 
.
Стиль кинотеатра сочетает в себе Модерн и Хай-тек. После реконструкции в Москомэкспертизе пообещали добавить подземную стоянку на 113 машиномест.
8 марта 2018 года начался снос здания кинотеатра для строительства на его месте торгово-развлекательного центра.

### Торговый центр
Конец строительства торгового центра планировался на весну 2019 года. Открытие торгового центра «Место встречи Киргизия» состоялось 25 ноября 2022 года.
Общая площадь нового здания составляет около 27,8 тыс. квадратных метров. Новое здание сохранило прежнее название, оно четырёхэтажное, с дополнительными двумя подземными этажами. В торговом центре появились магазины, кафе, кинотеатр и фитнес-клуб.